# 悉尼 (卑詩省)
悉尼（英語：Sidney）是加拿大卑詩省西南部首府地區一個鎮，坐落溫哥華島東南部沙尼治半島的東北角，東面瀕臨佐治亞海峽，其餘三方則被北沙尼治包圍。據2011年加拿大人口普查所示，悉尼鎮內人口為11089人。

## 歷史
悉尼一帶原為沙尼治原住民族（Saanich）的地域，他們將此處稱為“Tseteenus”，意即“伸出”，代表此地從沙尼治半島伸進大海。隨著菲沙河峽谷淘金潮於1858年展開，大批歐裔殖民抵達溫哥華島，並購入現悉尼和北沙尼治一帶大批土地。1891年，在現悉尼所在持有50英畝土地的布雷瑟家族（Brethour family）將其地皮劃分為多個地段，並將此鎮址定名為悉尼，名稱來自與當地隔海相望的悉尼島；悉尼島則由英國皇家海軍船長克勒特（Henry Kellett）所率領的船隊於1846年至1848年間在此帶海域進行勘探時以皇家海軍水文師悉尼（Frederick William Sidney）命名。到了1892年末，悉尼已有一間雜貨店、一間郵局和一間酒店。
北沙尼治區於1905年首度設立地方政府，當時的管轄範圍包括悉尼，而行政總部亦設於悉尼。然而由於區内人煙稀少，稅基狹窄，區政府因此於1911年解散。加拿大軍方於1940年在現維多利亞國際機場設立基地，約一萬名軍方人員隨之進駐此帶地域，帶旺當地經濟，悉尼亦於1952年9月30日建制為村，再於1967年1月1日改設鎮。

## 交通
鎮內的主要幹道為卑詩省17號公路，南通省府維多利亞，北至北沙尼治的施瓦茨灣卑詩渡輪碼頭。航空交通方面，最接近悉尼的主要機場為位於北沙尼治的維多利亞國際機場。此外，華盛頓州渡輪旗下兩條航線亦於悉尼停靠，分別通往星期五港和阿納科特斯。

## 外部連結
- 维基共享资源上的相關多媒體資源：悉尼
- （英文）Welcome to Sidney （页面存档备份，存于）－悉尼鎮政府官方網站